# Religião na Alemanha Nazista
Esse artigo oferece uma análise sobre a situação das religiões e sua relação com o governo na Alemanha Nazista. O censo alemão de maio de 1939 indica que 54% dos alemães se consideravam Protestantes, 40% se consideravam Católicos, 3,5% afirmando serem Neopagãos (praticantes das religiões tradicionais europeias, ou de derivações das mesmas), e 1,5% de Ateus. Esse censo foi gerado após mais de seis anos desde a ascensão de Hitler (ver: Ascensão de Hitler ao poder).

## Religiões organizadas na Alemanha 1933-1945
| Ano  | Cato.   | Protest. | Total   |
| ---- | ------- | -------- | ------- |
| 1932 | 52 000  | 225 000  | 277 000 |
| 1933 | 34 000  | 57 000   | 91 000  |
| 1934 | 27 000  | 29 000   | 56 000  |
| 1935 | 34 000  | 53 000   | 87 000  |
| 1936 | 46 000  | 98 000   | 144 000 |
| 1937 | 104 000 | 338 000  | 442 000 |
| 1938 | 97 000  | 343 000  | 430 000 |
| 1939 | 95 000  | 395 000  | 480 000 |
| 1940 | 52 000  | 160 000  | 212 000 |
| 1941 | 52 000  | 195 000  | 247 000 |
| 1942 | 37 000  | 105 000  | 142 000 |
| 1943 | 12 000  | 35 000   | 49 000  |
| 1944 | 6 000   | 17 000   | 23 000  |

A religião Cristã na Alemanha, desde a Reforma Protestante, está dividida entre Católicos e Protestantes. De forma peculiar, a Reforma na Alemanha deu origem às Landeskirchen (igrejas locais), uma organização utilizada pelas denominações protestantes. A palavra alemã para denominação é konfession, porém a tradução dessa palavra pode ser enganosa, já que pode sugerir que o contexto religioso na Alemanha pode ser descrito pela parábola do mercado religioso, o que não é o caso.Na Alemanha, "A religião permanece um assunto de estado". Para as grandes igrejas, Católica e Evangélica, o governo coleta as taxas da igreja, que então é entregue as próprias igrejas. Por esse motivo, a associação dos cidadãos nas igrejas Católica e Protestante (Evangélica) é registrada oficialmente pelo governo. É importante manter esse aspecto em mente quando se discute questões como a crença religiosa de Adolf Hitler ou Joseph Goebbels. Os dois deixaram de participar congregações Católicas ou ir a confissões muito antes de 1933, porém, nenhum dos dois deixou oficialmente a igreja, ou recusou efetuar o pagamento de taxas para a mesma. Por esse motivo, o historiador Richard Steigmann-Gall diz que: "a quantidade de membros nas igrejas não é uma fonte confiável para se utilizar como análise nesse contexto"  e diz que, para se determinar a real convicção religiosa de um individuo, é necessária à utilização de outros critérios.
Outros historiadores discordam dessa afirmação e realizaram uma observaram do número de pessoas que deixaram a igreja na Alemanha de 1933-1945. Essa opção, de deixar a igreja (Kirchenaustritt), existe na Alemanha desde 1873, quando Otto von Bismarck introduziu a ideia como parte do Kulturkampf focando contra o Catolicismo. Essa opção também possível para os Protestantes, e nos próximos 40 anos, tomaram vantagem disso. Estatísticas existem desde 1884 e 1917, para os protestantes e católicos, respectivamente.
Uma análise dessa informação durante o domínio Nazista esta disponível no artigo de Sven Granzow et al., publicado numa coleção editada por Götz Aly. No geral, mais Protestantes do que Católicos  deixaram a igreja, porém, os dois são muito similares. O número de Kirchenaustritte chegou ao seu auge histórico em 1939  The number of Kirchenaustritte reached its "historical high", quando atingiu o pico de 480,000. Granzow et al. Não só mostra os números em relação a política Nazista com as igrejas, que se modificou muito depois de 1935, mas também como um indicador a confiança no Führer e a liderança Nazista. O declínio no numero de pessoas que deixam a igreja depois de 1942 é explicado como resultado pela perda de confiança no futuro da Alemanha Nazista. As pessoas tenderam a manter seus laços com a igreja, por causa do medo em relação a um futuro incerto.

## Protestantismo

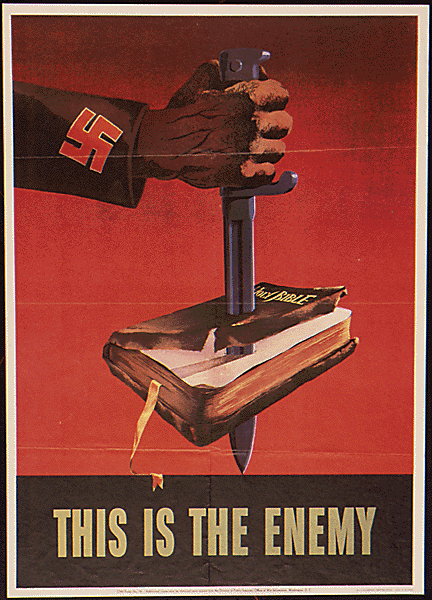
THIS IS THE ENEMY ("este é o inimigo", o nazismo apunhalando a Bíblia). Propaganda estadunidense da II Guerra Mundial, associando o nazismo ao anticristianismo.

O relação entre Nazismo e as Igrejas protestantes tem sido assunto de discussão constante nas últimas décadas.[carece de fontes?] Um grande problema é que o protestantismo inclui várias vertentes religiosas que tinham poucas relações umas com as outras. Além desse fato, o protestantismo permite mais variações entre congregações individuais que o catolicismo ou a igreja Cristã Ortodoxa, o que faz com que afirmação sobre "posicionamento oficial" sejam problemáticas. Mesmo assim, muitas organizações ou denominações protestantes eram fortemente contra o Nazismo, depois que a natureza do movimento foi compreendida. O Reverendo Martin Niemöller, que foi preso em 1937, foi acusado de "Mau uso do púlpito para vilanizar o Estado e o Partido, além de atacar a autoridade do governo." As formas de protestantismo que professavam pacifismo, antinacionalismo, ou igualdade racial, tendiam a opor o Estado Nazista no mais forte dos termos.
Diferentes estados Alemães possuíam variações regionais na densidade social e na denominação religiosa. Richard Steigmann-Gall alega uma ligação entre a igreja protestante e o Nazismo, sendo o principal aspecto, as citações de Martinho Lutero nos panfletos antissemitas de Hitler, e a acusação de que os Luteranos apoiavam Hitler. Exceto os metodistas todas as igrejas protestantes da Alemanha na época sofreram algum grau de interferência estatal e perseguição aos seus pastores.

### Martinho Lutero
Durante a primeira e segunda guerra mundial, os lideres alemães usaram os escritos de Martinho Lutero para dar suporte a causa do nacionalismo alemão. No 450º aniversario de Lutero, que ocorreu alguns meses após a tomada do poder pelos Nazistas em 1933, ouve grandes celebrações tanto pelas igrejas protestantes como pelo partido Nazista. Em uma celebração em Königsberg, Erich koch naquele tempo Gauleiter da Prússia Oriental, fez um discurso que, além de outras coisas, comparava Adolf Hitler com Martinho Lutero e afirmou que os Nazistas lutavam com o espírito de Lutero. Tal discurso pode ser descartado como mera propaganda, porem, como Steigmann-Gall apontou: "Contemporâneos consideravam Koch como um cristão de boa-fé, que tinha alcançado a sua posição de presidente eleito de uma região provincial da Igreja] por meio de um compromisso genuíno com o protestantismo e suas instituições."
O teólogo protestante Karl Barth (ver: Teologia de Karl Barth), era contra essa apropriação de Lutero pelo Império Alemão e a Alemanha Nazista, quando apontou em 1939 que os escritos de Lutero foram usados pelos Nazistas para glorificar o Estado e o absolutismo do estado: "O povo alemão sofre com o erro da relação entre a lei e a bíblia, entre o poder secular e espiritual", já que Lutero dividiu o Estado e o foco interno do espirito, assim limitando a habilidade do individuo ou da igreja de questionar o estado, que era visto como um instrumento ordenado de Deus.
Em fevereiro de 1940, Barth acusou os Luteranos alemães de fazer a separação dos ensinamentos bíblicos dos ensinamentos do estado, assim legitimando a ideologia Nazista. Ele não estava sozinho em seu ponto de vista. Alguns anos antes, em 5 de outubro de 1933, o pastor Wilhelm Rehm de Reutlingen declarou publicamente que “Hitler não seria possível sem Martinho Lutero”, apesar de vários terem feito essa mesma afirmação em relação a outras influencias sobre a ascensão de Hitler. O historiador anticomunista Paul Johnson, por exemplo, disse que "sem Lenin, Hitler nunca seria possível."

### Movimento dos Cristãos Alemães

Bandeira do Movimento Cristão Alemão.

Os Cristãos Alemães (DC - Deutsche Christen ou Movimento Cristão Alemão) constituíam o mais forte movimento protestante na Alemanha depois das eleições da Igreja de 1932,[carece de fontes?] com o objetivo de sintetizar o cristianismo com a ideologia do Nacional Socialismo (ver: Cristianismo positivo). Havia vários grupos entre a Igreja Evangélica Alemã, incluindo o Deutsche Christen e opositores, que depois se separaram sobre o nome de Igreja Confessante que em 1934 publicou a Declaração Teológica de Barmen rejeitando o nazismo.
As facções da Deutsche Christen foram unidas sobre o objetivo de estabelecer o Nacional Socialismo Protestante. A Deutsche Christen aboliu o que eles consideravam tradição judaica no cristianismo, e alguns, porem não todos, rejeitaram o antigo testamento. Eles rejeitaram a teologia acadêmica como não sendo populista o suficiente, alem de, normalmente, serem anticatólicos. Em novembro de 1933, uma passeata protestante da Deutsche Christen, que fez um recorde de 20,000 pessoas, publicou três resoluções:
- Adolf Hitler É um complemento da reforma.,
- Judeus batizados seriam excomungados.
- O antigo testamento deveria ser excluído das escrituras.[21]

Existe uma afirmação de que Hitler se converteu ao protestantismo e se juntou aos Alemães Católicos, de acordo com o Secretário Nacional Klundt em 25 de abril de 1933, em Königsberg. Uma confirmação ou rejeição oficial nunca foi publicada.

#### Ludwig Müller
Ludwig Müller (1883-1945), depois de seu primeiro encontro com Hitler, ficou convencido que ele tinha uma responsabilidade divina de promover Hitler e seus ideais, e junto de Hitler, ele favorecia uma Reichskirche (Igreja Nacional do Reich) unificado de protestantes e católicos. Essa Reichskirche deveria ser uma federação na forma de um conselho, mas subordinado do Nacional Socialismo. Ludwig Müller liderava os Cristãos Alemães, que cresceu para quase 600,000 membros nos anos 30 e ganhou todas as eleições das Igrejas em 1932, depois que dissidentes foram silenciados por expulsão ou violência. Porem, ele não conseguida confortar todos os cristãos ao Nacional Socialismo, e a atitude de Hitler piorou em relação aos protestantes: "O clero Protestante, não acredita em mais nada alem de seu bem estar e oficio"   Porem, a atitude pessoal entre Müller e Hitler permaneceu cordial até 1945, quando ambos cometeram suicídio. A última atitude válida de Müller foi o reconhecimento da Igreja Evangélica Alemã como uma entidade legal em 14 de julho de 1933, uma lei que prometia a junção de Estado, povo e igreja em uma mesma entidade.

### Testemunhas de Jeová

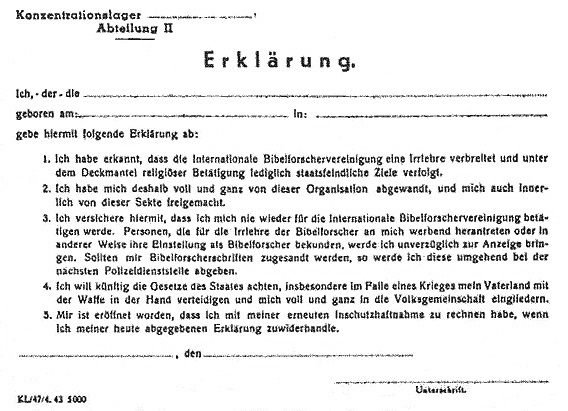
Declaração de renúncia à fé que as Testemunhas de Jeová eram obrigadas a assinar para ganharem a liberdade.

Testemunhas de Jeová, que possuíam 25.000 membros na Alemanha, estavam entre os perseguidos pelo governo nazista. Todos os seguidores presos eram identificados pelo "triângulo roxo." Como cidadãos alemães, puros aos olhos nazistas, os membros dessa religião se recusavam a servir no exército alemão ou se aliar ao governo Nazista, pelo que 250 foram executados. Uma estimativa diz que 10.000 foram presos pelos mais diversos motivos e 2.000 foram mortos. As Testemunhas de Jeová estavam entre os poucos que podiam deixar os campos de concentração simplesmente por assinar um documento onde renunciavam sua fé, pelo fato de serem cidadãos alemães. Porém, para estes, sua cidadania alemã não era prioritária em relação a sua fé, a qual é a que governava suas ações e decisões, o que enfurecia os nazistas.

### Adventistas
Por sua posição pacifista, a Igreja Adventista do Sétimo Dia Movimento de Reforma foi alvo de perseguições. Esta denominação cristã foi declarada ilegal e, em 12 de maio de 1936, foi dissolvida pela Gestapo.

## Catolicismo
A atitude do partido Nazista em relação a igreja católica variava da tolerância a agressão, em seu plano de quase renúncia total. Muitos Nazistas eram contra o clero tanto na vida privada quanto a pública. O partido Nazista, claramente possuía elementos pagãos. Uma posição é que, igreja e Fascismo nunca poderiam ter uma relação duradoura, pois os dois possuíam uma visão holística.
Apesar de tanto Hitler como Mussolini terem sido contra o clero, os dois compreendiam que seria duro começar seus Kulturkampfs muito cedo, tal choque, possivelmente, inevitável no futuro,foi colocado de lado, enquanto cuidavam de outros inimigos. Hitler também apoiou a perseguição de cristãos ortodoxos na sua campanha no Leste europeu nos anos 40 e

### Hierarquia da Igreja

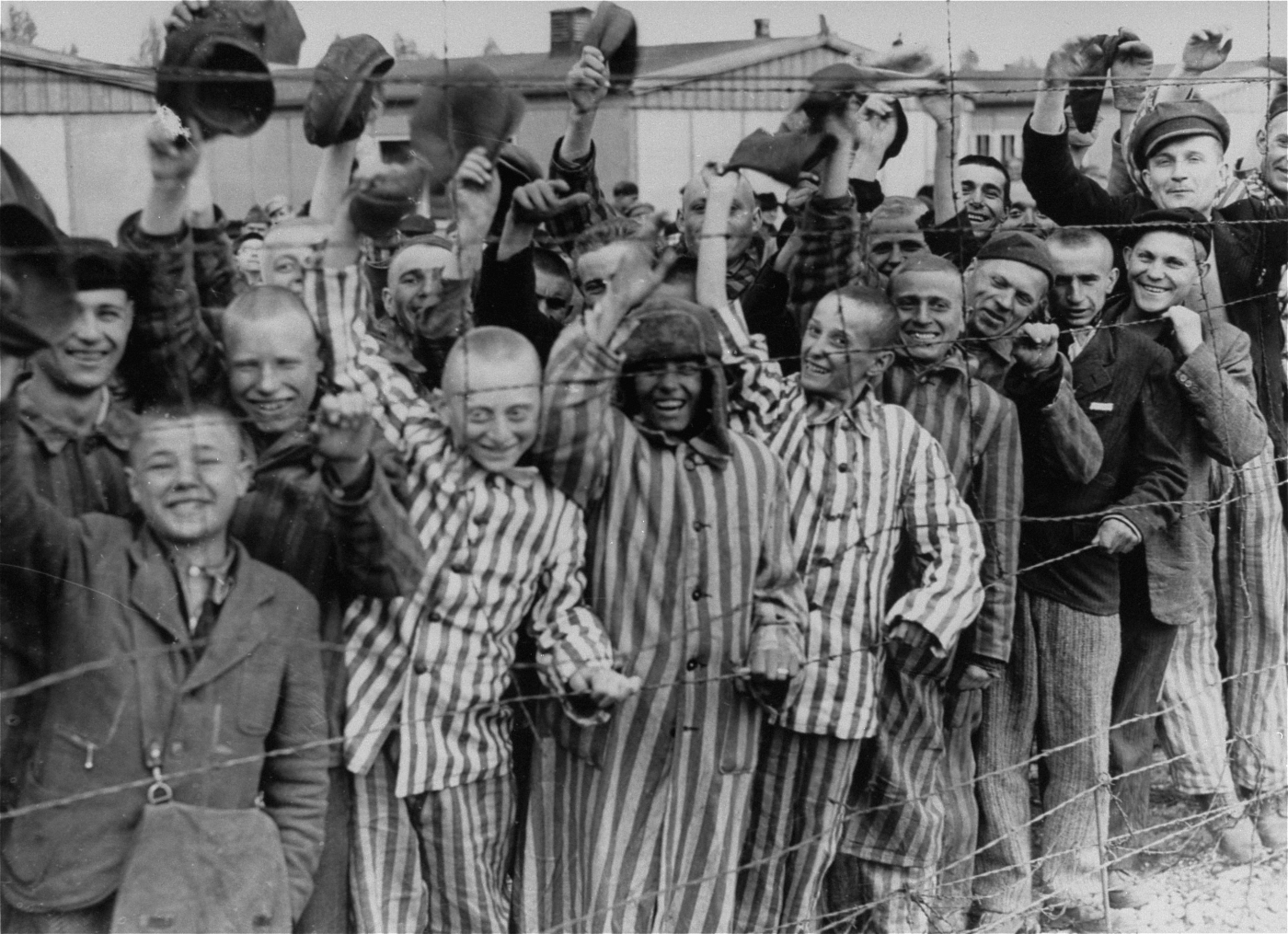
Prisioneiros do Campo de concentração de Dachau no dia da libertação (29 de Abril de 1945). Dos 2600 clérigos católicos presos em Dachau, 2000 perderam suas vidas.

A natureza da relação do Partido Nazista com a Igreja Católica é complicada. Antes de Hitler subir ao poder, muitos padres e líderes católicos opunham ferozmente o Nazismo, nas questões de incompatibilidade com a moral cristã. Depois que Hitler subiu ao poder, associação com o partido Nazista não era mais proibida e a igreja católica ativamente procurou por oportunidades de trabalhar junto com o governo nazista. Em seus julgamento Franz von Papen disse que até 1936, a igreja católica tinha esperanças de uma inclinação cristã para os aspectos benéficos do Nacional Socialismo (essa afirmação veio após o Papa Pio XII encerrou a candidatura de Von Papen para Carmelengo Papal e embaixador da Santa Sé, mas antes de sua restauração sob o Papa João XXIII).
Em 1937 o Papa Pio XI ordenou a Encíclica Mit brennender Sorge, que condenava a ideologia nazista, notavelmente o Gleichschaltung, politica direcionada contra a influência religiosa na educação, assim como o racismo e o antissemitismo Nazista. A encíclica de Pio XI Humani Generis Unitas nunca foi publicada, pois ele morreu antes de ordená-la, mas a encíclica Summi Pontificatus, similar à original, foi a primeira divulgada pelo seu sucessor, Pio XII, em outubro de 1939. A encíclica condenava fortemente tanto o racismo como o totalitarismo, sem estar presente o antijudaísmo na Humani Generis Unitas. A massiva oposição católica em relação aos programas de eutanásia, levou fim dos programas, em 28 de agosto de 1941, de acordo com Spielvogel pp. 257–258 , em contraste, raramente os católicos protestaram ativamente e abertamente contra o antissemitismo, exceto por alguns bispos e padres, como o bispo Clemens von Galen de Münster.
Na Alemanha Nazista, todos os dissidentes políticos eram presos, e alguns padres alemães foram enviados para campos de concentração, devido a sua oposição, incluindo o padre da Catedral Católica de Berlin, Bernhard Lichtenberg e o seminarista Karl Leisner. Varios padres católicos na Alemanha e na Austria, foram registrados encorajando rezas de apoio ao Führer, apesar do Reichskonkordat, realizado em 1933 entre a Alemanha e a Santa Sé, proibir qualquer atividade politica por parte do cléro.
Críticas também foram feitas contra o pontificado do Vaticano, liderado pelo Papa Pio XI e o Papa Pio XII, permanecer advertido sobre a escala nacional do ódio a raça, antes de 1937 (Mit brennender Sorge). Em 1937, logo antes da publicação da encíclica antinazista, Eugenio Cardinal Pacelli em Lourdes, França condenou a discriminação contra Judeus e o neopaganismo do regime Nazista. Uma afirmação feita por Pio XI em 8 de setembro de 1938, dizia sobre a inadmissibilidade do antissemitismo, mas Pio XI, é criticado por pessoas como John Cornwell, por não ser específico. Pio XI pode ter subestimado que nível as ideias de Hitler influenciaram os leigos na luz da esperança, a concordata iria preservar a influência católica sobre eles. A evolução da compreensão do entendimento do Vaticano, sofre críticas de fraqueza, demora e até culpa. Em relação a culpa, o clero alemão, depois da concordata, de acordo com Daniel Goldhagen e outros, realizou uma radical reversão na condenação ex-episcopal do Nazismo. É pouco certo em outros casos. No outro extremo, o cléro católico Católico Romano da Holanda condenava, oficialmente e formalmente o Nazismo em 1941, portanto sofreu violência e deportações de padres, além de ataques a monastérios e hospitais católicos e a deportação de milhares de judeus para Auschwitz. Da mesma forma, a Igreja Católica Romana da Polônia foi violentamente atacada pelos Nazistas e viu milhares de clérigos enviados para campos de concentração, ou simplesmente mortos, um exemplo famoso disso, é o padre Maksymilian Kolbe. A maior parte do Clero de outras nações tomava uma posição mista, oscilando entre colaboração e ativa restrição.
Outro extremo de acusações de colaboracionismo é a caracterização de que o Nazismo se baseava ativamente em estruturas pontificais. Um exemplo é a roupa especial, guetorização, e as estrelas usadas pelos judeus, foram comuns, ou até começaram no Estado Papal (ver: Triângulos do Holocausto). Os Nazistas também se viam como um substituto para o catolicismo, que iria cooptar sua unidade e respeito pela hierarquia. Além disso, foram realizadas tentativas de unificar outras religiões, como a Igreja Protestante do Reich.
Em 1941, as autoridades nazistas decretaram a dissolução de todos os monastérios e abadias na Alemanha Nazista. Muitas foram efetivamente ocupadas pela SS, sob o comando de Himmler. Porém, em 30 de julho de 1941 a Aktion Klostersturm (Operação Monastério) foi desativada por Hitler, que temia o aumento dos protestos por parte dos alemães católicos, que poderia resultar em rebeliões passivas, assim afetando os esforços de guerra alemães.